# 16522 Tell
16522 Tell este o planetă minoră (asteroid), cu un diametru de 13,089 km, din centura de asteroizi. A fost descoperită pe 15 ianuarie 1991 la Thüringer Landessternwarte Tautenburg⁠(d) de Freimut Börngen și a fost numită după Wilhelm Tell. 
Obiectul prezintă o orbită caracterizată de o semiaxă mare de 3,1840404 UAi, o excentricitate de 0,06, o înclinație de 14,65315 ° în raport cu ecliptica.